# Wolves de Chicago
Les Wolves de Chicago sont une franchise professionnelle de hockey sur glace de la Ligue américaine de hockey. Ils font partie de la division Centrale dans l'association de l'Ouest.
L'équipe a tout d'abord évolué dans la Ligue internationale de hockey de 1994 à 2001, année de sa dissolution. Lors de l'arrêt de la LIH, les Wolves rejoignent la Ligue américaine de hockey en compagnie de cinq autres franchises de la LIH, les Griffins de Grand Rapids, les Aeros de Houston, le Moose du Manitoba, les Admirals de Milwaukee et les Grizzlies de l'Utah.
Les Wolves connaissent le succès dans la LIH, en participant à trois finales de la coupe Turner et en la remportant deux fois en l'espace de sept saisons seulement — en 1998 et 2000. Lors de leur première saison dans la LAH, ils remportent la Coupe Calder. Après une nouvelle finale, perdue cette fois-ci lors de la saison 2004-2005, ils ne se qualifient pas pour les séries la saison suivante, pour la première fois de leur histoire. Ils remportent une deuxième Coupe Calder en 2008.
La grande vedette de l'histoire de l'équipe est l'attaquant Steve Maltais qui, lors de sa retraite en 2005, avait joué la totalité des saisons de la franchise dont il détient de nombreux records. Wendell Young, actuel directeur-général, de la franchise est également un joueur qui a marqué l'histoire de l'équipe en détenant également de nombreux records, en ce qui concerne les gardiens de but.
Les Wolves ont remportés en 2022 une troisième coupe Calder en battant les Thunderbirds de Springfield en cinq parties.

## Médias
Les Wolves sont la seule équipe de LAH dont tous les matches de saison régulière et de séries sont retransmis sur une chaîne du câble.

## Statistiques

### Dans la Ligue internationale de hockey
| Saison    | PJ | V  | D  | DP | BP  | BC  | Pts | Classement                       | Séries éliminatoires |
| --------- | -- | -- | -- | -- | --- | --- | --- | -------------------------------- | --- |
| 1994-1995 | 81 | 34 | 33 | 14 | 261 | 306 | 82  | Troisièmes, division du Nord     | 0-3 Wings de Kalamazoo |
| 1995-1996 | 82 | 40 | 34 | 8  | 288 | 310 | 88  | Deuxièmes, division du Midwest   | 3-1 Spiders de San Francisco 1-4 Thunder de Las Vegas                                                                                    |
| 1996-1997 | 82 | 40 | 36 | 6  | 276 | 290 | 86  | Troisièmes, division du Midwest  | 1-3 Dragons de San Antonio |
| 1997-1998 | 82 | 55 | 24 | 3  | 301 | 258 | 113 | Premiers, division du Midwest    | 3-0 Moose du Manitoba 4-2 Admirals de Milwaukee 4-2 Ice Dogs de Long Beach 4-3 Vipers de Détroit Champions de la Coupe Turner            |
| 1998-1999 | 82 | 49 | 21 | 12 | 285 | 246 | 110 | Premiers, division du Midwest    | Laissez-passer au premier tour 3-0 Moose du Manitoba 3-4 Aeros de Houston                                                                |
| 1999-2000 | 82 | 53 | 21 | 8  | 270 | 228 | 114 | Premiers, association de l'Ouest | Laissez-passer au premier tour 4-0 Ice Dogs de Long Beach 4-2 Aeros de Houston 4-2 Griffins de Grand Rapids Champions de la Coupe Turner |
| 2000-2001 | 82 | 43 | 32 | 7  | 267 | 249 | 93  | Premiers, association de l'Ouest | 4-1 Admirals de Milwaukee 4-2 Moose du Manitoba 1-4 Solar Bears d'Orlando                                                                |

### Dans la Ligue américaine de hockey
| Saison    | PJ | V  | D  | N | DP | DTB | BP  | BC  | Pts | Classement                      | Séries éliminatoires |
| --------- | -- | -- | -- | - | -- | --- | --- | --- | --- | ------------------------------- | --- |
| 2001-2002 | 80 | 37 | 31 | 7 | 5  | -   | 250 | 236 | 86  | Quatrièmes, division de l'Ouest | 4-3 Griffins de Grand Rapids 4-3 Crunch de Syracuse 4-1 Aeros de Houston 4-1 Sound Tigers de Bridgeport Champions de la Coupe Calder        |
| 2002-2003 | 80 | 43 | 25 | 8 | 4  | -   | 276 | 237 | 98  | Deuxièmes, division de l'Ouest  | 3-2 Bears de Hershey 3-4 Griffins de Grand Rapids                                                                                           |
| 2003-2004 | 80 | 42 | 26 | 9 | 3  | -   | 246 | 208 | 96  | Troisièmes, division de l'Ouest | 4-0 Griffins de Grand Rapids 2-4 Admirals de Milwaukee                                                                                      |
| 2004-2005 | 80 | 49 | 24 | 2 | 5  | -   | 245 | 211 | 105 | Premiers, division de l'Ouest   | 4-1 Aeros de Houston 4-1 Mighty Ducks de Cincinnati 4-0 Moose du Manitoba 0-4 Phantoms de Philadelphie                                      |
| 2005-2006 | 80 | 36 | 32 | - | 4  | 8   | 278 | 275 | 84  | Cinquièmes, division de l'Ouest | Non qualifiés |
| 2006-2007 | 80 | 46 | 25 | - | 3  | 6   | 331 | 252 | 101 | Deuxièmes, division de l'Ouest  | 4-0 Admirals de Milwaukee 4-2 Stars de l'Iowa 1-4 Bulldogs de Hamilton                                                                      |
| 2007-2008 | 80 | 53 | 22 | - | 2  | 3   | 300 | 226 | 111 | Premiers, division de l'Ouest   | 4-2 Admirals de Milwaukee 4-3 IceHogs de Rockford 4-1 Marlies de Toronto 4-2 Penguins de Wilkes-Barre/Scranton Champions de la Coupe Calder |
| 2008-2009 | 80 | 38 | 37 | - | 3  | 2   | 226 | 222 | 81  | Sixièmes, division de l'Ouest   | Non qualifiés |
| 2009-2010 | 80 | 49 | 24 | - | 1  | 6   | 264 | 214 | 105 | Premiers, division de l'Ouest   | 4-3 Admirals de Milwaukee 3-4 Stars du Texas                                                                                                |
| 2010-2011 | 80 | 39 | 30 | - | 5  | 6   | 260 | 262 | 89  | Sixièmes, division de l'Ouest   | Non qualifiés |
| 2011-2012 | 76 | 42 | 27 | - | 4  | 3   | 213 | 193 | 91  | Troisièmes, division Midwest    | 2-3 Rampage de San Antonio |
| 2012-2013 | 76 | 37 | 30 | - | 5  | 4   | 204 | 207 | 83  | Quatrièmes, division Midwest    | Non qualifiés |
| 2013-2014 | 76 | 45 | 21 | - | 5  | 5   | 239 | 191 | 100 | Premiers, division Midwest      | 3-2 Americans de Rochester 0-3 Marlies de Toronto                                                                                           |
| 2014-2015 | 76 | 40 | 29 | - | 6  | 1   | 210 | 198 | 87  | Troisièmes, division Midwest    | 2-3 Comets d'Utica |
| 2015-2016 | 76 | 33 | 35 | - | 5  | 3   | 194 | 228 | 74  | Sixièmes, division Centrale     | Non qualifiés |
| 2016-2017 | 76 | 44 | 19 | - | 8  | 5   | 251 | 200 | 101 | Premiers, division Centrale     | 3-2 Checkers de Charlotte 1-4 Griffins de Grand Rapids                                                                                      |
| 2017-2018 | 76 | 42 | 23 | - | 7  | 4   | 244 | 208 | 95  | Premiers, division Centrale     | 0-3 IceHogs de Rockford |
| 2018-2019 | 76 | 44 | 22 | - | 6  | 4   | 250 | 199 | 98  | Premiers, division Centrale     | 3-2 Griffins de Grand Rapids 4-2 Wild de l'Iowa 4-2 Gulls de San Diego 1-4 Checkers de Charlotte                                            |
| 2019-2020 | 61 | 27 | 26 | - | 5  | 3   | 155 | 175 | 62  | 4e division Centrale            | Séries annulées à cause de la pandémie de Covid-19                                                                                          |
| 2020-2021 | 33 | 21 | 9  | - | 1  | 2   | 132 | 94  | 45  | 1re division Centrale           | Séries annulées à cause de la pandémie'. |
| 2021-2022 | 76 | 50 | 16 | - | 5  | 5   | 261 | 194 | 110 | 1re division Centrale           | 3-0 IceHogs de Rockford 3-1 Admirals de Milwaukee 4-2 Heat de Stockton 4-1 Thunderbirds de Springfield Champions de la Coupe Calder         |
| 2022-2023 | 72 | 35 | 29 | - | 5  | 3   | 227 | 244 | 78  | Sixièmes, division Centrale     | Non qualifiés |
| 2023-2024 | 72 | 23 | 35 | - | 7  | 7   | 192 | 253 | 60  | Septièmes, division Centrale    | Non qualifiés |

## Palmarès

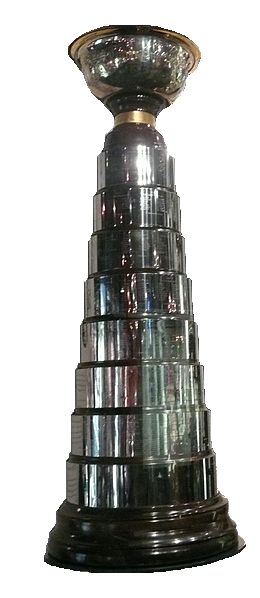
Coupe Turner 1997-1998 1999-2000
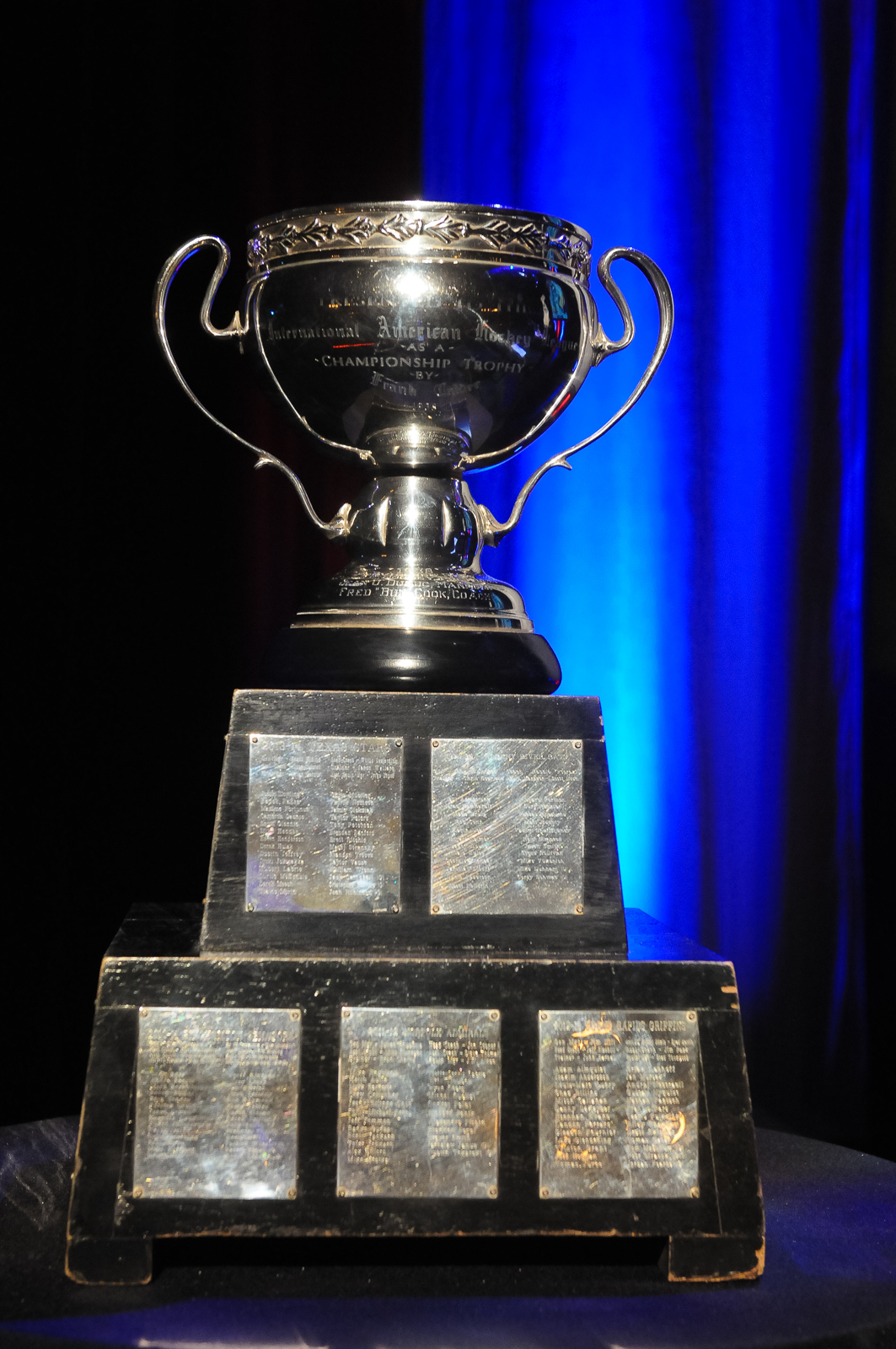
Coupe Calder 2001-2002 2007-2008 2021-2022

## Personnalités

### Capitaines de l'équipe
Les Wolves ont eu les joueurs suivants en tant que capitaine de l'équipe :
- Steve Maltais (1994–1996)
- Troy Murray (1996–1997)
- Steve Maltais (1997-2000)
- Kevin Dahl (2000–2001)
- Steve Maltais (2001–2005)
- Derek MacKenzie (2005–2006)
- Darren Haydar (2007–2008)
- Jamie Rivers (2008–2009)
- Jason Krog (2009-2011)
- Nolan Baumgartner (2011-2012)
- Darren Haydar (2012-2013)
- Taylor Chorney (2013-2014)
- Brent Regner (2014-2015)
- Pat Cannone (2015-2016)
- Chris Butler (2016-2017)

### Numéros retirés
- 1  — Wendell Young, gardien de but de l'équipe entre 1994 et 2001 — premier numéro retiré par la franchise le 1er décembre 2001[6].
- 11 — Steve Maltais joueur entre 1994 et 2005 — son numéro est retiré le 15 avril 2007[7]

### Entraîneurs
| No | Nom             | Dates     | PJ  | V   | D   | N  | Pr. | %V      | Commentaire                                                                                             |
| -- | --------------- | --------- | --- | --- | --- | -- | --- | ------- | --- |
| 1  | Gene Ubriaco    | 1994-1996 | 203 | 62  | 61  | 0  | 20  | 30,54 % | Remplace au cours de la saison 1995-1996 Mulvey · Remplacé au cours de la saison 1996-1997 par Suhonen  |
| 2  | Grant Mulvey    | 1995-1997 | 87  | 43  | 37  | 0  | 7   | 49,42 % | Remplacé au cours de la saison 1995-1996 par Ubriaco · Remplace au cours de la saison 1996-1997 Suhonen |
| 3  | Alpo Suhonen    | 1996-1997 | 15  | 9   | 5   | 0  | 1   | 63,3 %  | Remplacé en cours de saison 1996-1997 par Mulvey                                                        |
| 4  | John Anderson   | 1997-2008 | 888 | 506 | 283 | 26 | 73  | 56,98 % | Vainqueur 1998 et 2000 de la Coupe Turner Vainqueur 2002 et 2008 de la Coupe Calder                     |
| 5  | Don Granato     | 2008-2009 | 80  | 38  | 37  | 0  | 5   | 50,6 %  | Remplacé en cours de saison 2009-10 par Lever                                                           |
| 6  | Don Lever       | 2009-2011 | 154 | 87  | 49  | 0  | 18  | 50,6 %  | |
| 7  | Craig MacTavish | 2011-2012 | 76  | 42  | 27  | 0  | 7   | 59,9 %  | |
| 8  | Scott Arniel    | 2012-2013 | 76  | 37  | 30  | 0  | 9   | 54,6 %  | |
| 9  | John Anderson   | 2013-2016 | 228 | 118 | 85  | 0  | 16  | 57,23 % | |
| 10 | Craig Berube    | 2016-2017 | 76  | 44  | 19  | 0  | 13  | 66,4 %  | |
| 11 | Rocky Thompson  | 2017-2020 | 213 | 113 | 71  | 0  | 29  |         | |
| 12 | Ryan Warsofsky  | 2020-2022 | 109 | 71  | 25  | 0  | 13  | 65,1 %  | Vainqueur 2022 de la Coupe Calder                                                                       |
| 13 | Brock Sheahan   | 2022-     |     |     |     |    |     |         | |